# Shur Tappeh
Shūr Tappeh é uma cidade do Afeganistão, localizada na província de Balkh.